# Facundo Escobar (baloncestista)
Facundo Escobar (Buenos Aires, 2 de abril de 1995) es un baloncestista argentino que se desempeña como alero en Ferrocarril Midland de La Liga Federal.

## Trayectoria

### Clubes
- Actualizado hasta el 2 de abril de 2024.

| Club                        | País      | Año             |
| --------------------------- | --------- | --------------- |
| River Plate                 | Argentina | 2014 - 2016     |
| Ferro de San Salvador       | Argentina | 2016 - 2017     |
| José Hernández              | Argentina | 2017 - 2018     |
| Petrolero Argentino         | Argentina | 2018 - 2019     |
| Institución Sarmiento       | Argentina | 2019            |
| Villa Mitre de Bahía Blanca | Argentina | 2019 - 2020     |
| Banco Provincia             | Argentina | 2021            |
| Defensores de Hurlingham    | Argentina | 2021 - 2022     |
| ICD Pedro Echagüe           | Argentina | 2023            |
| Ferro de San Salvador       | Argentina | 2023            |
| Midland                     | Argentina | 2024 - Presente |